# Þór Heimir Vilhjálmsson
Þór Heimir Vilhjálmsson (Reykjavik, 9 juni 1930 – Reykjavik, 20 oktober 2015) was een IJslands rechtsgeleerde.

## Carrière
Þór studeerde rechten aan de Universiteit van St Andrews in Schotland en de Universiteit van IJsland waar hij de graad candidatus juris verkreeg.
Þór speelde een belangrijke rol in de vorming van de IJslandse en Europese jurisprudentie. Hij werkte onder meer als rechter bij de Rechtbank van Reykjavik (1960-1967) en als rechter bij het Europees Hof voor de Rechten van de Mens (EHRM) in Straatsburg (1971-1998). In 1998 had hij ook enkele maanden de rol van vicepresident bij het EHRM. Daarnaast was hij rechter bij het Gerechtshof van de Europese Vrijhandelsassociatie (1994-2000) en was hij president van dit gerechtshof (2000-2002).